# 527 a.C.
Il 527 a.C. (DXXVII a.C. in numeri romani) è un anno  del VI secolo a.C.

## Morti
- Mahavira, filosofo indiano (n. 599 a.C.)